# Кутригуры
Кутригуры (также котригуры, кутургуры) — кочевой народ, который, наряду с утигурами (или утургурами) составлял основу протоболгар.

## История
Прокопий Кесарийский рассказывает о гуннском царе и его сыновьях, которых звали Утигур и Кутригур. После смерти царя единый народ разделился на два племени, каждое из которых назвалось именем своего властителя. Со слов Прокопия, эти племена изначально занимали земли «по ту сторону болота» (совр. Азовское море) и его устья (совр. Керченский пролив), перейдя которое, напали на готов-тетракситов. Из рассказа Прокопия следует, что кутригуры осели на левом берегу Истра (совр. Дунай), совершая набеги на Восточную римскую империю, тогда как утигуры предпочли вернуться назад.
Первые упоминания относятся к 469—488 годам и локализуются степями Днепро-Донского междуречья. Вероятно, в первой половине V века они напали на восточных готов на западном берегу Дона и завладели близлежащими землями. Неоднократно воевали с Византией и её союзниками, совершая набеги и походы. В 558 году хан Заберган с булгаро-славянским войском совершил поход на Константинополь. На какое-то время кутригуры вошли в состав аварского каганата около 562 года. Впоследствии в этом племени родился будущий правитель Кубрат, который создал раннесредневековое государство Великая Болгария. В 631 году часть кутригур под командованием хана Альцека, сына Кубрата, попыталась свергнуть гегемонию авар, но, не выдержав конкуренции, откочевала на Рейн к франкам. Король Дагоберт I поселил кутригуров в Баварии, но затем приказал ночью вероломно истребить их. Уцелевшие кутригуры нашли последнее убежище в Италии, в селениях Сепина, Бовиана и Инзерния, где они расселились и стали жить. Часть кутригур осела в Македонии под предводительством также сына Кубрата Кубера, а часть направилась на северо-восток от Дона в поволжские степи под предводительством Котрага, тоже сына Кубрата, где их называли серебряными болгарами и создали средневековое государство Волжская Булгария.

## Этимология
Питер Голден (США) отмечает что Кутригуры возможно происходит от слов Кутри и Огуры, что буквально означает племя хана Котрага. Имя Котраг возможно с огурского чувашского языка Кăтрак, Кăтрашка означает Кучерявый, Кудрявый. Так же имя Котраг было дано Кубратом своему сыну в честь великого прадеда, в честь которого и было названо целое племя Кутригуров.
Прокопий Кесарийский рассказывает: 
в старые времена многие гунны, называемые тогда киммерийцами, населяли земли, о которых я уже упоминал. У всех был один король. Однажды у одного из их царей было два сына: одного звали Отригор, а другого звали Котригор. После смерти отца они разделили власть и дали свои имена покоренным народам, так что и в наши дни одни из них называются утигурами, а другие — кутригурами.
Они занимали танайско-меотийскую (донско-азовскую) степную зону, котригоры в западной части и отригоры на востоке. Эту историю подтверждают и слова утигурского правителя Сандильча :
Несправедливо и не прилично истреблять наших соплеменников (кутригуров), которые не только говорят на языке, идентичном нашему, являются нашими соседями и имеют такую же одежду и образ жизни, но и являются нашими родственниками, хотя и подчиненными другим правителям.

## Ханы кутригуров
- до 528 года — Грод
- 530-е — Мугел
- 540-е — Киниалон
- 550-е — Синион
- до 563 года — Заберхан
- 582—584 — Гостум
- 584—619 — Курт[8]
- Кубрат